# Quán
Quán és la romanització en escriptura hanyu pinyin dels cognoms xinesos 關 o 权 i 全,
transcrit també com a Guan, Kuan, Kwan o Kwaan.
Es tracta d'un llinatge dels menys comuns a la Xina continental, documentat per primera volta a la província de Shaanxi amb el pictograma de «font» (泉), per raons desconegudes acabà sent substituït segles després per l'homòfon 全 («tot, complet»).
Una altra branca del nom més recent té un origen documentat en el lloc de Fuquan l'any 1714: després de la caiguda de la dinastia Ming (1644), catorze militars del batalló local acordaren canviar de nom i adoptar la terminació del topònim per a evitar burles i represàlies; fins i tot s'inventaren un ancestre fictici, el Venerable Quan, i li erigiren un temple del qual només queden les ruïnes i ningú censat que conserve aital cognom.
No obstant això, consta entre els mil cognoms més estesos pel món sencer en el 733é lloc amb 730.068 persones —de les quals 670.154 només a la Xina—, encara que inclou el cognom homònim d'origen gaèlic Quan, derivat d'Ó Cuain.

### 泉
El pictograma de font, romanitzat chuan en mandarí o chuen en cantonés, prové de l'antic Quan (estat) o del militar històric Quan Fu.
Una altra teoria l'identifica amb el significat de «moneda», ja que els funcionaris del tresor eren unes personalitats importants durant la dinastia Zhou (1122–221 aC), raó per la qual llurs descendents l'adoptaren com a renom.

### 权
L'ideograma 权 («poder», «privilegi»), romanitzat chuan en mandarí i kuen en cantonés, fon el nom d'un antic estat homònim (權) situat a Dangyang (província de Hubei), concedit al rei Wu Ding durant la dinastia Shang; després de ser annexat a l'estat de Chu, el nom fon adoptat pels seus habitants com a llinatge.
Entre les personalitats amb eixos llinatges estan el canceller Quan Deyu (權德輿, 759-818), el general Quan Cong (全琮, segle II-segle iii), l'emperadriu Quan Huijie (全惠解, 244-300) i l'actor Jonathan Ke Quan (關繼威, nascut el 1971).